# Copa Votorantim de 2018
A Copa Votorantim de 2018, então denominada como Copa Brasil Infantil, foi a 23.ª edição deste evento esportivo, um torneio nacional de futebol masculino sub-15 organizado pela Prefeitura de Votorantim.
O torneio compreendeu quatro distintas fases e envolveu a participação de um total de 16 clubes, ocorrendo no período de 11 a 21 de janeiro. A fase inicial consistiu na divisão dos participantes em quatro grupos, nos quais os clubes enfrentaram seus oponentes da mesma chave em partidas de turno único. Nas fases subsequentes, a determinação dos avançados para a fase seguinte baseou-se no resultado de partidas únicas, culminando na redução progressiva do número de clubes a cada fase até a disputa da final.
O título da edição foi conquistado pelo Palmeiras, que venceu a decisão contra o Flamengo nas cobranças por pênaltis. Este triunfo marcou o primeiro título na história do clube neste torneio.

## Formato e participantes
A exemplo das edições anteriores, a edição de 2018 da Copa Votorantim foi disputada por 16 clubes, divididos em quatro grupos. Durante o sorteio dos grupos, realizado em 14 de dezembro de 2017, ficou estabelecido que cada grupo teria um representante paulista, evitando assim o cruzamento de clássicos locais na primeira fase. O grande destaque foi a formação do grupo D, que contava com Flamengo, Grêmio, Palmeiras e Sport.
| Federação         | Equipe                | Títulos                           | Ref.  |
| ----------------- | --------------------- | --------------------------------- | ----- |
| Bahia             | Bahia                 | —                                 | [ 2 ] |
| Bahia             | Vitória               | 1 (2000)                          | [ 2 ] |
| Goiás             | Goiás                 | —                                 | [ 2 ] |
| Minas Gerais      | Atlético Mineiro      | —                                 | [ 2 ] |
| Minas Gerais      | Cruzeiro              | 3 (2002, 2005 e 2006)             | [ 2 ] |
| Paraná            | Coritiba              | 1 (2012)                          | [ 2 ] |
| Rio de Janeiro    | Botafogo              | —                                 | [ 2 ] |
| Rio de Janeiro    | Flamengo              | 2 (2015 e 2017)                   | [ 2 ] |
| Pernambuco        | Sport                 | —                                 | [ 2 ] |
| Rio Grande do Sul | Grêmio                | 2 (2008 e 2010)                   | [ 2 ] |
| Rio Grande do Sul | Internacional         | 2 (2009 e 2011)                   | [ 2 ] |
| Santa Catarina    | Figueirense           | —                                 | [ 2 ] |
| São Paulo         | Corinthians           | 2 (2003 e 2004)                   | [ 2 ] |
| São Paulo         | Palmeiras             | —                                 | [ 2 ] |
| São Paulo         | São Paulo             | 5 (1991, 1992, 2013, 2014 e 2016) | [ 2 ] |
| São Paulo         | Seleção de Votorantim | —                                 | [ 2 ] |

## Primeira fase
No grupo A, Cruzeiro e Seleção de Votorantim protagonizaram o jogo de estreia em 11 de janeiro, no estádio Domênico Metidieri. O clube mineiro goleou o adversário por 5 a 0 e garantiu a classificação na rodada seguinte ao vencer o Vitória. Este último, por sua vez, terminou a fase na segunda colocação. Outro clube a garantir a classificação antecipada foi o Figueirense, no grupo C. O clube catarinense liderou com nove pontos, seguido pelo Bahia, que venceu o confronto direto contra o São Paulo na última rodada.
Os demais grupos apresentaram cenários mais equilibrados. No grupo B, todos os quatro integrantes chegaram à última rodada com chances de classificação. O Internacional garantiu a liderança com sete pontos, vencendo o Botafogo, que por sua vez acabou sendo ultrapassado pelo Corinthians no saldo de gols. O Goiás terminou na última posição do grupo. Por fim, no grupo D, Palmeiras e Flamengo se classificaram como primeiro e segundo colocados, respectivamente, pelo saldo de gols. Sport e Grêmio completaram a tabela.

## Fases finais
Após a definição dos classificados da primeira fase, os confrontos das quartas de final foram estabelecidos e os primeiros jogos disputados em 16 de janeiro. O Cruzeiro foi a primeira equipe a avançar para a próxima fase ao vencer o Bahia nos pênaltis por 5 a 4, após um empate sem gols. Mais tarde, o Figueirense eliminou o Vitória também nos pênaltis, com o mesmo placar, após outro empate sem gols. No dia seguinte, o Palmeiras tornou-se a terceira equipe classificada nos pênaltis após um empate sem gols, eliminando o rival Corinthians. Enquanto isso, o Flamengo foi o único time a garantir a classificação no tempo regulamentar, ao vencer o Internacional por 2 a 1.
Com os resultados da fase anterior, as semifinais foram definidas pelos confrontos entre Cruzeiro e Palmeiras, e Figueirense e Flamengo. Os jogos foram realizados em 19 de janeiro e terminaram com as vitórias do Palmeiras por 2 a 1 e do Flamengo pelo placar mínimo. Com isso, os clubes reeditaram a decisão da edição anterior, que foi vencida pelo clube carioca.
Em 21 de janeiro, Flamengo e Palmeiras enfrentaram-se pela decisão no estádio Domênico Metidieri. O jogo foi disputado, com os clubes buscando a posse de bola, mas com poucas chances de gol. O empate sem gols persistiu e a decisão do título foi para as cobranças de pênaltis. O Palmeiras saiu vitorioso por 4 a 2.
|  | Quartas de final | Quartas de final |                |       | Semifinais | Semifinais |  |  | Final | Final |
|  |                  |                  |                |       |            |            |  |  |       |       |
|  |                  |                  |                |       |            |            |  |  |       |       |
|  |                  |                  |                |       |            |            |  |  |       |       |
|  | Cruzeiro (p.)    | 0 (5)            |                |       |            |            |  |  |       |       |
|  | Cruzeiro (p.)    | 0 (5)            |                |       |            |            |  |  |       |       |
|  | Bahia            | 0 (4)            |                |       |            |            |  |  |       |       |
|  | Bahia            | 0 (4)            | Cruzeiro       | 1     |            |            |  |  |       |       |
|  |                  |                  | Cruzeiro       | 1     |            |            |  |  |       |       |
|  |                  | Palmeiras        | 2              |       |            |            |  |  |       |       |
|  | Palmeiras (p.)   | Palmeiras        | 2              | 0 (4) |            |            |  |  |       |       |
|  | Palmeiras (p.)   |                  |                | 0 (4) |            |            |  |  |       |       |
|  | Corinthians      | 0 (1)            |                |       |            |            |  |  |       |       |
|  | Corinthians      | 0 (1)            | Palmeiras (p.) | 0 (4) |            |            |  |  |       |       |
|  |                  |                  | Palmeiras (p.) | 0 (4) |            |            |  |  |       |       |
|  |                  | Flamengo         | 0 (2)          |       |            |            |  |  |       |       |
|  | Figueirense (p.) | Flamengo         | 0 (2)          | 0 (5) |            |            |  |  |       |       |
|  | Figueirense (p.) |                  |                | 0 (5) |            |            |  |  |       |       |
|  | Vitória          | 0 (4)            |                |       |            |            |  |  |       |       |
|  | Vitória          | 0 (4)            | Figueirense    | 0     |            |            |  |  |       |       |
|  |                  |                  | Figueirense    | 0     |            |            |  |  |       |       |
|  |                  | Flamengo         | 1              |       |            |            |  |  |       |       |
|  | Internacional    | Flamengo         | 1              | 1     |            |            |  |  |       |       |
|  | Internacional    |                  |                | 1     |            |            |  |  |       |       |
|  | Flamengo         | 2                |                |       |            |            |  |  |       |       |
|  | Flamengo         | 2                |                |       |            |            |  |  |       |       |

- As equipes classificadas estão em negrito.

### Gerais
- «Confira a tabela de jogos da Copa Brasil Infantil de Votorantim 2018». GloboEsporte.com. 19 de dezembro de 2017. Consultado em 31 de março de 2024. Arquivado do original em 31 de março de 2023
- «Classificação da Copa Votorantim de 2018». GloboEsporte.com. Consultado em 31 de março de 2024. Arquivado do original em 31 de março de 2023

### Específicas
1. ↑  «Com grupo da morte, Copa Brasil Infantil define chaveamento da edição 2018». GloboEsporte.com. 14 de dezembro de 2017. Consultado em 31 de março de 2024. Cópia arquivada em 31 de março de 2024
2. ↑  «Copa Votorantim 2018: saiba mais sobre a 23ª edição do torneio sub-15». DaBase. 19 de dezembro de 2017. Consultado em 31 de março de 2024. Cópia arquivada em 24 de dezembro de 2017
3. ↑  «Sem sustos, Cruzeiro goleia Votorantim na abertura da Copa Brasil Infantil». GloboEsporte.com. 11 de janeiro de 2018. Consultado em 31 de março de 2024. Cópia arquivada em 10 de dezembro de 2022
4. 1 2  «Segunda rodada da Copa Brasil Votorantim tem muitos empates e poucos gols». DaBase. 14 de janeiro de 2018. Consultado em 31 de março de 2024. Cópia arquivada em 17 de janeiro de 2018
5. ↑  «Vitória passa por Votorantim e vai às quartas de final da Copa Brasil sub-15». GloboEsporte.com. 14 de janeiro de 2018. Consultado em 31 de março de 2024. Cópia arquivada em 10 de dezembro de 2022
6. ↑  «100%, Figueirense confirma liderança no sub-15 ao bater o Atlético-MG». GloboEsporte.com. 14 de janeiro de 2018. Consultado em 31 de março de 2024. Cópia arquivada em 10 de dezembro de 2022
7. ↑  «Bahia vira no segundo tempo, se classifica e elimina o São Paulo na Copinha sub-15». GloboEsporte.com. Consultado em 31 de março de 2024. Cópia arquivada em 1 de abril de 2024
8. ↑  «Internacional bate Botafogo, se classifica e dá vaga ao Corinthians no sub-15». GloboEsporte.com. 14 de janeiro de 2018. Consultado em 31 de março de 2024. Cópia arquivada em 10 de dezembro de 2022
9. ↑  «Corinthians vence, elimina o Goiás e torce por combinação para avançar no sub-15». GloboEsporte.com. 14 de janeiro de 2018. Consultado em 31 de março de 2024. Cópia arquivada em 1 de abril de 2024
10. ↑  «Flamengo vence Grêmio e vai às quartas de final da Copa Brasil sub-15». GloboEsporte.com. 14 de janeiro de 2018. Consultado em 31 de março de 2024. Cópia arquivada em 1 de abril de 2024
11. ↑  «No sufoco, Palmeiras avança na Copa Brasil sub-15 e pega Corinthians». GloboEsporte.com. 14 de janeiro de 2018. Consultado em 31 de março de 2024. Cópia arquivada em 1 de abril de 2024
12. ↑  «Com clássico paulista, estão definidas as quartas de final da Copa Brasil sub-15». GloboEsporte.com. 14 de janeiro de 2018. Consultado em 31 de março de 2024. Cópia arquivada em 31 de março de 2024
13. ↑  «Definidos classificados e duelos das quartas de final da Copa Brasil Votorantim». DaBase. 15 de janeiro de 2018. Consultado em 31 de março de 2024. Cópia arquivada em 30 de novembro de 2021
14. 1 2  «Cruzeiro e Figueirense vencem nos pênaltis e vão às semifinais da Copa Votorantim Sub-15». DaBase. 17 de janeiro de 2018. Consultado em 31 de março de 2024. Cópia arquivada em 31 de março de 2024
15. ↑  «Nos pênaltis, Cruzeiro elimina Bahia e vai à semifinal da Copa Brasil sub-15». GloboEsporte.com. 16 de janeiro de 2018. Consultado em 10 de fevereiro de 2018. Cópia arquivada em 10 de dezembro de 2022
16. ↑  «Goleiro vai de vilão a herói e classifica Figueirense à semi da Copa Brasil sub-15». GloboEsporte.com. 16 de janeiro de 2018. Consultado em 10 de fevereiro de 2018. Cópia arquivada em 10 de dezembro de 2022
17. 1 2  «Flamengo e Palmeiras vão às semifinais da Copa Brasil Votorantim Sub-15». DaBase. 18 de janeiro de 2018. Consultado em 31 de março de 2024. Cópia arquivada em 17 de julho de 2021
18. ↑  «Palmeiras bate o Corinthians em clássico com festa nas arquibancadas e vai à semifinal». GloboEsporte.com. Consultado em 31 de março de 2024. Cópia arquivada em 31 de março de 2024
19. ↑  «Flamengo bate Internacional e avança para a semifinal na Copa Brasil sub-15». GloboEsporte.com. 17 de janeiro de 2018. Consultado em 10 de fevereiro de 2018. Cópia arquivada em 10 de dezembro de 2022
20. ↑  «Na bola parada, Palmeiras vence o Cruzeiro e volta à final da Copinha sub-15». GloboEsporte.com. Consultado em 31 de março de 2024. Cópia arquivada em 31 de março de 2024
21. ↑  «Flamengo fura retranca do Figueirense e volta à decisão da Copinha sub-15». GloboEsporte.com. Consultado em 31 de março de 2024. Cópia arquivada em 31 de março de 2024
22. ↑  «Palmeiras e Flamengo estão na final da Copa Brasil Votorantim». DaBase. 20 de janeiro de 2018. Consultado em 31 de março de 2024. Cópia arquivada em 31 de março de 2024
23. ↑  «Nos pênaltis, Palmeiras conquista título inédito da Copa Brasil Votorantim Sub-15». DaBase. 21 de janeiro de 2018. Consultado em 31 de março de 2024. Cópia arquivada em 31 de março de 2024
24. ↑  «Nos pênaltis, Palmeiras vence Flamengo e é campeão da Copa Brasil sub-15». GloboEsporte.com. Consultado em 31 de março de 2024. Cópia arquivada em 31 de março de 2024